# Humphrey Carpenter
Humphrey Carpenter, född 29 april 1946 i Oxford, död 4 januari 2005 i Oxford, var en brittisk litteraturvetare och författare av biografier.
Carpenter har bland annat skrivit omfattande biografier över författarna Ezra Pound (A Serious Character), C.S. Lewis och J.R.R. Tolkien samt över ärkebiskop Robert Runcie. Han har också skrivit ett stort antal barnböcker samt varit radioproducent för BBC.